# Hadad-Eser
Hadad-Eser (hebräisch הֲדַדְעֶזֶר hǎdad‘æzær, deutsch ‚Hadad ist Hilfe‘) war König des aramäischen Königreichs Zoba und Sohn des Rehob. Er ist bislang nur durch biblische Erwähnungen bezeugt, wo er als Gegner König Davids erscheint und von diesem besiegt wird. Demnach lebte er im 10. Jahrhundert vor Christus.
Laut dem 2. Buch Samuel bildete Hadad-Eser mit den Ammonitern eine Koalition gegen David, die diesem jedoch unterlag (2 Sam 8,3–4 ). Nach dieser Niederlage stieg insbesondere Aram-Damaskus zu einem überregionalen Machtzentrum auf.
1 Kön 11,23  wird berichtet, dass Reson, der Sohn Eljadas, vor ihm floh, Anführer einer Freischar wurde und schließlich in Damaskus herrschten.